# Legittimazione ad agire
La legittimazione ad agire rappresenta una delle cosiddette condizioni dell'azione, in assenza delle quali l'azione giudiziale non può essere decisa nel merito. Si differenzia dai presupposti processuali, pur affiancandoli, in quanto non si tratta di requisiti che devono precedere la domanda, ma di requisiti intrinseci alla domanda stessa.
La legittimazione ad agire consiste nella titolarità del diritto azionato, tale titolarità tuttavia non deve essere concretamente accertata, bensì solo affermata dall'attore in senso sostanziale (legittimazione attiva) nei confronti del convenuto in senso sostanziale (legittimazione passiva).
Qualora la legittimazione ad agire non sussista, il processo deve chiudersi con una decisione in rito, con la quale è affermata l'impossibilità di pronunciare nel merito. Se invece l'attore, pur essendosi affermato titolare del diritto, non risulta concretamente tale, la causa deve concludersi con una sentenza che respinge la domanda nel merito; analogo provvedimento va adottato qualora emerga che il convenuto, a differenza di quanto affermava l'attore, non è il soggetto passivo del diritto azionato.
L'art. 24 della Costituzione afferma che "tutti possono agire in giudizio per la tutela dei propri diritti e interessi legittimi". Lo stesso codice di procedura civile all'art. 81 prevede che "fuori dai casi espressamenti previsti dalla legge, nessuno può far valere nel processo in nome proprio un diritto altrui". La norma evidenzia come, in taluni casi eccezionali, espressamente previsti dalla legge, sia possibile far valere in nome proprio diritti altrui: sono i casi di legittimazione straordinaria o sostituzione processuale qual è ad esempio quello previsto dall'art. 2900 c.c. (azione surrogatoria).
Il fenomeno della sostituzione processuale non va confuso con quello della rappresentanza, in cui il rappresentante fa valere un diritto altrui in nome altrui.
Altre condizioni processuali sono la possibilità giuridica e l'interesse ad agire.